# 2437 Амнестія
2437 Амнестія (1942 RZ, 1929 SC, 1939 XE, 1955 SF1, 1955 UO, 1965 YE, 1971 OE1, 1977 KB, 2437 Amnestia) — астероїд головного поясу, відкритий 14 вересня 1942 року.
Тіссеранів параметр щодо Юпітера — 3,659.